# 부식

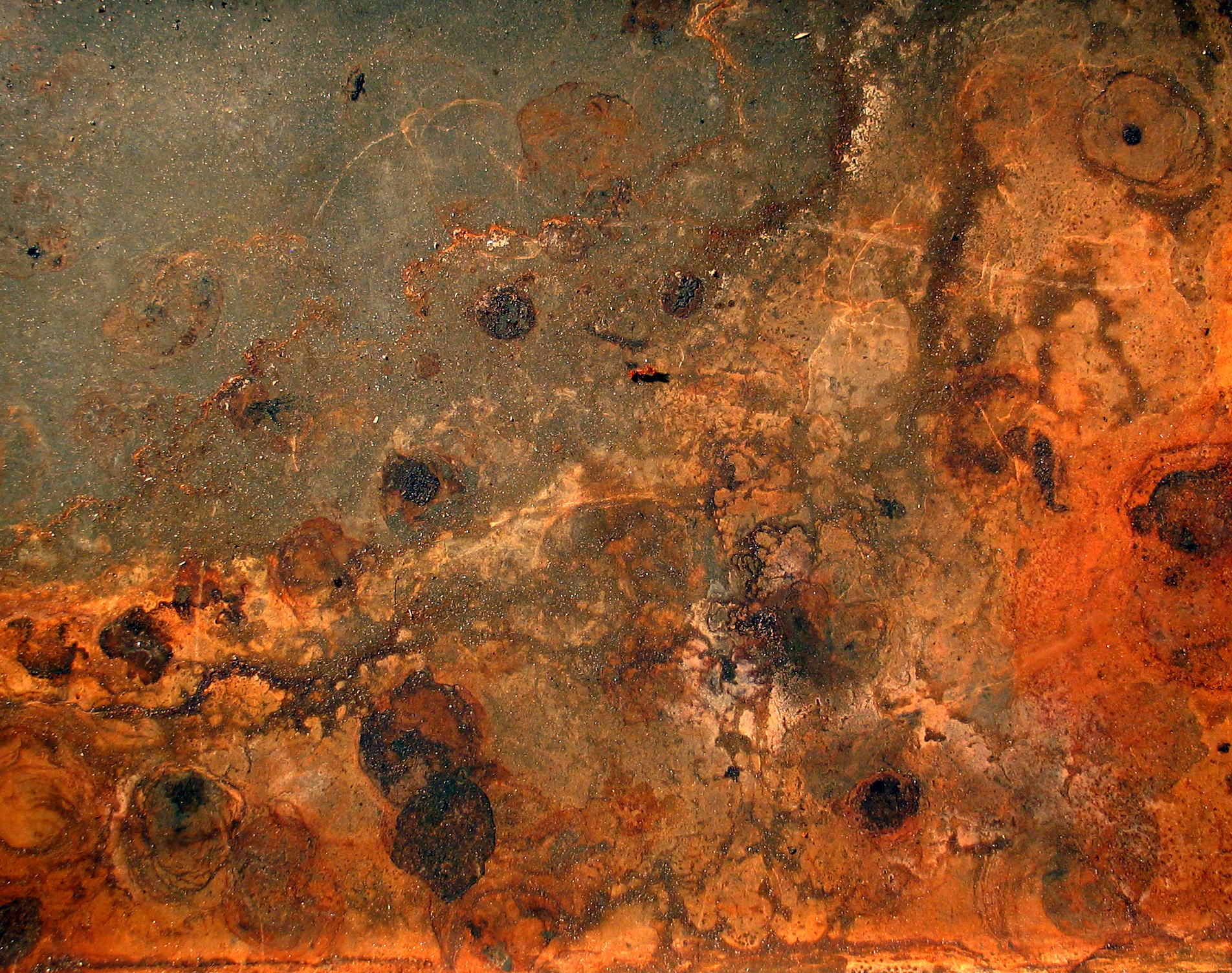
부식으로 인하여 생기는 가장 친근한 예가 바로 녹이다.

부식(腐蝕, 영어: corrosion)은 주위 환경과의 화학 반응으로 인하여 물질이 구성 원자로 분해되는 현상을 말한다. 일반적으로 이 낱말은 산소와 같은 산화체와 반응하여 금속이 전기화학적으로 산화되는 것을 가리킨다. 고용체 안에서 철 원자가 산화되어 철에 산화물이 생기는 것은 잘 알려진 전기화학적 부식의 한 예로, 이를 녹이 인다고 한다. 대한민국의 보통 사전들에서 부식은 대개 "금속이 주변의 화학 작용에 따라 변질되는 현상"으로 정의하지만 실제로 금속뿐만이 아닌 다른 물질과도 관련이 될 수 있다. 이를테면 세라믹이나 중합체도 부식을 일으킬 수 있다. 그러나 이러한 문맥에서는 감성(減成)이라는 용어가 흔히 쓰인다.
또, 부식은 화학 작용으로 인하여 금속이 벗겨지는 것을 뜻하기도 한다.
많은 화학 합금은 공기의 수분에 노출시키기만 하여도 부식되지만 이러한 과정은 특정한 물질들에 노출되어 일어난다. 부식은 물질에 구멍이 나거나 갈라지면 그 정도가 심화될 수 있다.
부식이 일어나기 어려운 성질은 내식성이라고 한다.

## 응력 부식
높은 응력을 받는 강재는 아닐 때보다 녹이 더 빨리 생긴다. 이를 응력 부식(Stress corrosion)이라 한다. 이로 인해 강재의 성능이 저하되는데, 원인은 분명하지 않다.

## 부식 제거
부식 생성물을 화학적으로 제거하는 것이 가능한 경우가 많다. 예를 들어, 해군 젤리(naval jelly) 형태의 인산은 종종 녹을 제거하기 위해 철 도구나 표면에 적용된다. 부식 제거를 매끄러운 표면을 만들기 위해 기본 금속의 일부 층을 제거하는 전해연마와 혼동해서는 안 된다. 예를 들어, 인산은 구리를 전해연마하는 데에도 사용될 수 있지만 이는 구리 부식 생성물이 아닌 구리를 제거함으로써 수행된다.

## 고온 부식
고온 부식은 가열로 인해 재료(일반적으로 금속)가 화학적으로 악화되는 것이다. 이러한 비전기성 부식은 금속이 산소, 황("황화") 또는 관련 재료를 산화(산화를 보조)할 수 있는 기타 화합물이 포함된 뜨거운 대기에 노출될 때 발생할 수 있다. 예를 들어, 항공우주, 발전, 심지어 자동차 엔진에 사용되는 재료는 고온에서 지속된 기간을 견뎌야 하며, 그 동안 부식성이 강한 연소 생성물이 포함된 대기에 노출될 수 있다.
일부 고온 부식 제품은 잠재적으로 엔지니어에게 유리할 수 있다. 예를 들어, 스테인리스강에 산화물이 형성되면 추가적인 대기 공격을 방지하는 보호층을 제공할 수 있으며, 열악한 조건의 실온 및 고온 모두에서 재료를 지속적으로 사용할 수 있다. 압축된 산화물 층 유약 형태의 이러한 고온 부식 생성물은 금속(또는 금속 및 세라믹) 표면의 고온 슬라이딩 접촉 중에 마모를 방지하거나 감소시킨다. 열 산화는 또한 나노와이어 및 박막을 포함하여 제어된 산화물 나노구조를 생성하는 데 일반적으로 사용된다.

## 경제적 영향
2002년에 미국 연방고속도로국은 미국 업계의 금속 부식과 관련된 직접 비용에 대한 "미국의 부식 비용 및 예방 전략"이라는 제목의 연구를 발표했다. 1998년에 미국의 연간 총 부식 직접 비용은 대략 2,760억 달러(미국 국내총생산의 약 3.2%)이다. 5개 특정 산업으로 분류하면 경제적 손실은 인프라 부문에서 226억 달러이다. 생산 및 제조에 176억 달러, 교통비 297억 달러, 정부 예산 201억 달러, 공익사업 비용은 479억 달러이다.
녹은 교량 사고의 가장 흔한 원인 중 하나이다. 녹은 철의 원래 질량보다 훨씬 더 많은 양을 변위시키기 때문에 녹이 쌓이면 인접한 구성 요소가 강제로 분리되어 파손될 수도 있다. 이는 1983년 미아누스 강 교량 붕괴의 원인이었는데, 이때 지지 베어링이 내부적으로 녹슬고 도로 슬래브의 한쪽 모서리가 지지대에서 밀려났다. 당시 도로에 있던 운전자 3명이 슬래브가 아래 강으로 떨어지면서 사망했다. 다음 NTSB 조사에 따르면 도로 재포장을 위해 도로의 배수구가 막혔으며 막혀 있지 않은 것으로 나타났다. 결과적으로 유출수가 지지 행거에 침투했다. 녹은 또한 1967년 웨스트버지니아에서 발생한 실버 브릿지 참사에서도 중요한 요인이었다. 당시 강철 현수교가 1분 만에 붕괴되어 당시 다리 위에 있던 46명의 운전자와 승객이 사망했다.
마찬가지로, 콘크리트로 덮인 강철과 철의 부식으로 인해 콘크리트가 부서져 심각한 구조적 문제가 발생할 수 있다. 이는 철근 콘크리트 교량의 가장 일반적인 고장 모드 중 하나이다. 반전지 전위를 기반으로 하는 측정 장비는 콘크리트 구조물이 완전히 파손되기 전에 잠재적인 부식 지점을 감지할 수 있다.
20~30년 전까지만 해도 아연도금 강관은 1인 가구 및 다가구 거주자는 물론 상업 및 공공 건축물을 위한 식수 시스템에 광범위하게 사용되었다. 오늘날 이러한 시스템은 오래 전에 보호용 아연을 소모했으며 내부적으로 부식되어 수질이 저하되고 파이프가 파손되었다. 보험 업계가 파이프 파손으로 인한 배상 청구에 대비하면서 주택 소유자, 콘도 거주자 및 공공 인프라에 미치는 경제적 영향은 220억 달러로 추산된다.

## 같이 보기
- 침식
- 풍화 작용
- 전기 음성도
- 수소취성화
- 주기율표
- 산화·환원 반응